# Aljažev dom v Vratih
Dom Aljaža we Vratach (słoweń. Aljažev dom v Vratih) – schronisko turystyczne, które leży w górnej części doliny Vrat nad Triglavską Bistricą. Nosi imię słoweńskiego księdza i kompozytora Jakoba Aljaža, który na tym obszarze wybudował najpierw drewnianą chatę, otwartą 9 czerwca 1896, później zaś pierwszy Aljažev dom wybudowany 7 sierpnia 1904. Współczesne schronisko zostało wybudowane 17 lipca 1910 po tym, jak poprzednie zburzyła lawina. Schronisko jest punktem wyjściowym szlaków turystycznych w górach triglavskich i w grupie Škrlaticy, oprócz tego też alpinistycznym punktem wyjściowym do wspinaczki nad doliną Vrat, z których najbardziej znana jest północna ściana Triglava. Schroniskiem zarządza PD (Towarzystwo Górskie) Dovje – Mojstrana.

## Dostęp
- 12 km (2½h) z Mojstrany (Kranjska Gora)

## Sąsiednie obiekty turystyczne
- 2½h: do Biwaka IV Na Rušju (1980 m)
- 4½h: do Domu Valentina Staniča (2332 m), Tominškovym szlakiem
- 5h: do Domu Valentina Staniča (2332 m), szlakiem przez Prag
- 4h: do Pogačnikovego domu na Kriškich podach (2050 m) przez Sovatnę
- 5h: do Triglavskiego domu na Kredaricy (2515 m), Tominškovym szlakiem
- 5½h: do Triglavskiego domu na Kredaricy (2515 m), szlakiem przez Prag
- 6h: do Tržaškiej kočy na Doliču (2151 m), przez Luknję
- 5h: Bovški Gamsovec (2392 m), przez Luknję (1758 m)
- 4-5h: Cmir (2393 m), przez dolinę Za Cmirem
- 4-5h: Dolkova Špica (2591 m), koło Biwaka IV Na Rušju
- 4½h: Stenar (2501 m), przezez przełęcz Dovška Vrata („Dovškie Wrota”, 2180 m)
- 5-6h: Škrlatica (2740 m), koło Biwaka IV Na Rušju
- 6-7h: Triglav (2864 m), przez Plemenice, Bambergovym szlakiem